# Luis Urdaneta Farías
Luis Urdaneta Farías (Maracaibo, Capitania General de Veneçuela, 24 d'octubre de 1768 - Panamà, 27 d'agost de 1831) fou un militar veneçolà que va participar en diverses campanyes de les guerres d'independència hispanoamericanes. Després de formar part de les tropes espanyoles, va decidir passar-se a les files independentistes. Va participar en la independència de Guayaquil i fou comandant en cap de les forces de la Província Lliure de Guayaquil. Després va lluitar sota el comandament del mariscal Antonio José de Sucre a la campanya del Sud i en la Guerra grancolombo-peruana. Es va revoltar contra les pretensions de Juan José Flores de separar el Districte del Sud (posterior República de l'Equador) de la Gran Colòmbia.

## Biografia

### Primers anys
Va néixer a la ciutat de Maracaibo el 1796, fill de José de Urdaneta Barrenechea y Troconís i de Francisca Farías i, per tant, era nebot del general Rafael Urdaneta. Gràcies a la seva alta condició social va ingressar amb facilitat com a cadet en el batalló de milícies Blancos de Maracaibo, on va iniciar la seva carrera militar. Després fou assignat al batalló Primero de Numancia, destinat al Perú. No obstant això, a mitjan 1820, les autoritats espanyoles a Lima van descobrir que Urdaneta simpatitzava amb les emergents idees independentistes, el van separar del batalló i el van obligar a tornar a Veneçuela juntament amb els seus compatriotes, Miguel de Letamendi i León de Febres Cordero, que també havien estat expulsats batalló per les mateixes raons.

### Guayaquil i campanya del sud
El bergantí angloamericà Tiber, que duia els tres veneçolans deportats', va arribar a la ciutat de Guayaquil fent-hi escala uns quants dies. Urdaneta, al costat dels seus compatriotes, van fer amistat amb diversos guayaquilenys que compartien les seves idees independentistes. José de Antepara va convidar els tres veneçolans a una festa a casa de José de Villamil el dia 1 d'octubre de 1820, que en realitat era una reunió secreta dels conspiradors, reunits en la societat La Fragua de Vulcano.
La matinada del 9 d'octubre de 1820, Urdaneta al costat de Lorenzo de Garaycoa, Francisco de Paula Lavayen, Antonio Elizalde i altres voluntaris es van dirigir a la caserna Daule', que es trobava sota el comandament del comandant reialista Joaquín Magallar. Després de prendre el control de la caserna, es va dirigir a la bateria Las Cruces, al sud de la ciutat, per capturar-la. El matí del 9 d'octubre, Guayaquil va aconseguir la seva independència.
Instaurada la primera junta de govern, Urdaneta va ser ascendit al grau de tinent coronel i va ser nomenat comandant de les tropes de la Província Lliure de Guayaquil, amb l'objectiu de protegir l'emancipació i planificar les futures campanyes contra els reialistes en la regió muntanyenca equatoriana. Les forces guayaquilenyes, enquadrades en la unitat División Protectora de Quito i dirigides per Urdaneta i Febres Cordero, van aconseguir la victòria en la batalla de Camino Real (9 de novembre), però van patir una greu derrota a la primera batalla de Huachi (22 de novembre). L'arribada del general Antonio José de Sucre a Guayaquil va servir per reagrupar les forces patriotes amb suport colombià. Urdaneta va participar en la batalla del Pichincha, el 24 de maig de 1822, i després va seguir sota el comandament de Sucre en tota la seva campanya al Perú, participant en la batalla de Junín i en la captura de Lima.

### Gran Colòmbia i inicis de la República de l'Equador
Després de la independència de tot Sud-amèrica del domini espanyol, Urdaneta va obtenir el grau de general. Encara sota les ordres de Sucre, va participar en la batalla de Tarqui, durant la guerra grancolombo-peruana, en la qual el mariscal Sucre li encomana la missió de fustigar els punts més avançats dels peruans; la missió d'Urdaneta fou tot un èxit, en la qual va carregar contra els peruans i els obligà a retirar-se fins a la població de Saraguro, que va incendiar per haver ajudat a la invasió.
El 1830, el general veneçolà Juan José Flores iniciava la separació del Districte del Sud de la Gran Colòmbia, per formar-ne l'actual República de l'Equador. Urdaneta, el 28 de novembre, es va revoltar contra Flores i buscà el suport dels batallons estacionats a Guayaquil i Samborondón. El 2 de desembre, va iniciar, al costat de Villamil, les insurreccions en la regió andina en contra de Flores, i arribà a enfrontar-se a Flores a la rodalia de la ciutat d'Ambato. No obstant això, després d'assabentar-se de la mort de Simón Bolívar, Urdaneta va deposar les armes.
Després de rendir-se, el general Flores li va proporcionar una escorta que el conduiria fins a l'illa Puná, des d'on salpà a l'exili cap a Panamà. Poc temps després d'arribar a Panamà va participar en un moviment revolucionari per separar Panamà de la resta de la Gran Colòmbia, però va fracassar. Urdaneta va ser capturat i, posteriorment, afusellat el 27 d'agost de 1831.